# La nostra storia (album Raffaello)
La nostra storia è il secondo album del cantante neomelodico napoletano Raffaello, pubblicato nel 2006.
Il singolo omonimo venne scelto come colonna sonora iniziale del film Gomorra.

## Tracce
1. La nostra storia – 3:25
2. O' vuò bbene ancora – 3:59
3. Vivo di te - (con Nancy Coppola) – 4:02
4. Tirati su quei pantaloni – 3:34
5. Te vengo a piglià – 3:51
6. Tuo padre non vuole – 3:42
7. Una storia per metà – 3:38
8. Nun pò continuà – 3:58
9. Vancello a dicere – 4:05
10. Overo lìè perdute – 4:38
11. Napule – 3:43

Durata totale: 42:35